# Hraniční přechod Dolní Poustevna – Sebnitz
Hraniční přechod Dolní Poustevna – Sebnitz (německy Grenzübergang Sebnitz – Dolní Poustevna) je bývalý silniční hraniční přechod, který se nachází na česko-německé státní hranici na hraničním úseku V/19–VI/1 mezi českým městem Dolní Poustevna (okres Děčín, Ústecký kraj) a německým městem Sebnitz (zemský okres Saské Švýcarsko-Východní Krušné hory, spolková země Sasko). Přechod leží na přemostění Vilémovského potoka v nadmořské výšce 296 m n. m. na silnici II/267; za hranicí pokračuje německá silnice S154a. Před zrušením byl určen pro pěší, cyklisty, motocykly a osobní automobily.
Hraniční přechod byl zrušen při vstupu České republiky do Schengenského prostoru v roce 2007. V případě dočasného znovuzavedení ochrany vnitřních hranic je provoz na hraničním přechodu upraven Sdělením Ministerstva vnitra č. 395/2021 Sb.